# Кольквиц, Рихард
Ри́хард Ко́льквиц (нем. Richard Kolkwitz; 23 марта 1873, Берлин — 16 апреля 1956, Берлин) — немецкий ботаник. В литературе на русском языке нередко встречается написание фамилии Кольквитц. Рихард Кольквиц является одним из разработчиков первой системы показательных организмов для оценки степени загрязнения вод (1908).

## Биография
Рихард Кольквиц родился в Берлине 23 марта 1873 года. С 1881 года он изучал науки в Берлинском университете имени Гумбольдта. В 1898 году Рихард Кольквиц стал профессором ботаники. С 1901 по 1938 год был руководителем Биологического отделения Прусской лаборатории и испытательного института в области водоснабжения и санитарии. Рихард Кольквиц был также адъюнкт-профессором ботаники в Берлинском университете имени Гумбольдта.
Является одним из разработчиков методов оценки степени загрязнения вод с помощью показательных организмов (биоиндикаторов). В 1908—1909 гг. Рихард Кольквитц и Максимилиан Марссон (1845—1909) изучили степень чувствительности различных гидробионтов к загрязнению и предложили классификацию водоёмов, основанную на составе населяющих их растений и животных и соответствующему этому составу уровню загрязнённости. В качестве биоиндикаторов Рихард Кольквиц первоначально использовал около 300 видов растений и 500 видов животных (кроме рыб). Рихард Кольквиц умер в Берлине 16 апреля 1956 года.

## Научная деятельность
Рихард Кольквиц специализировался на водорослях.

## Публикации
- R. Kolkwitz, M. Marsson: Ökologie der pflanzlichen Saprobien. In: 'Berichte der Deutschen Botanischen Gesellschaft,' Band 26a, S.  505—519. (1908).
- R. Kolkwitz, M. Marsson: Ökologie der tierischen Saprobien. Beiträge zur Lehre von der biologischen Gewässerbeurteilung. In: 'Internationale Revue der gesamten Hydrobiologie und Hydrographie,' Band 2, S.  126—152.  (1909).
- Der gegenwärtige Stand des neuen biologischen Abwasserreinigungsverfahrens mit belebtem Schlamm. (1926).
- Das Anstaltsgebiet der Landesanstalt für Wasser-, Boden- und Lufthygiene, Berlin-Dahlem, in botanisch-biologischer Hinsicht — [Gent]: Völkerbund (1927).
- Kleiner Atlas der Salzpflanzen / Lfg. 1 / Frühlings- und Sommerblüher. (1927).
- Die Pflanzenwelt der Umgebung von Berlin. (1933).
- Pflanzenphysiologie: Versuche und Beobachtungen an höheren und niederen Pflanzen einschließlich Bakteriologie und Hydrobiologie mit Planktonkunde — Jena: Fischer, (1935).
- Zygnemales — Leipzig, Akad. Verl.—Ges., (1941).
- Dr. L. Rabenhorst’s Kryptogamen—Flora. .. / Bd. 13, Abt. 2, Lfg. 3 / Systematischer Teil — (1941).
- Dr. L. Rabenhorst’s Kryptogamen—Flora. .. / Bd. 13, Abt. 2, Lfg. 2 / Systematischer Teil — (1941).
- Dr. L. Rabenhorst’s Kryptogamen—Flora. .. / Bd. 13, Abt. 2, Lfg. 1 / Allgemeiner Teil und Literatur nebst Register — (1941).
- Einfache Untersuchungen von Boden und Wasser mit Ausblicken auf die Boden- und Gewässerkunde — Jena: Fischer (1941).
- Ökologie der Saprobien — Stuttgart: Piscator-Verl. (1950).

## Почести
В 1901 году в честь Рихарда Кольквица немецким ботаником Петером Гребнером был назван род красивоцветущих листопадных кустарников из Центрального Китая — Кольквиция (Kolkwitzia) из семейства Линнеевые.